# Испано-мавританская керамика

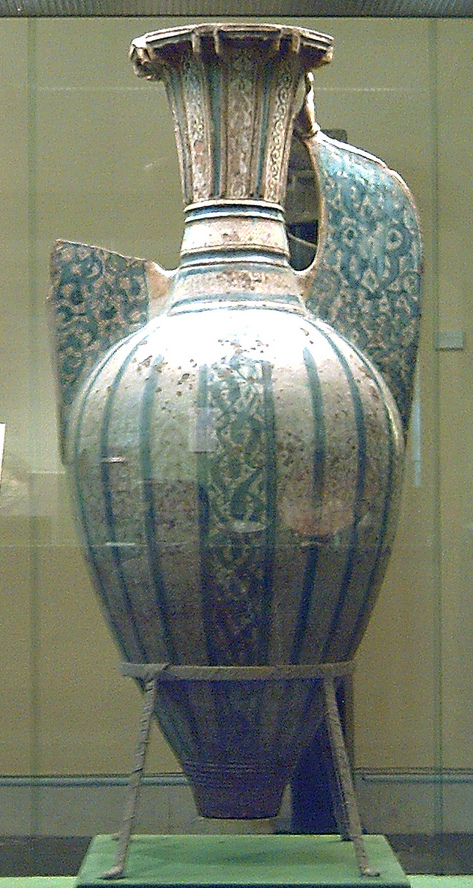
Альгамбрская ваза. Между 1301 и 1492 гг. Гранада. Керамика, роспись. Национальный археологический музей, Мадрид

Испано-мавританская керамика, также андалузская керамика испано-мавританские фаянсы — историко-региональная разновидность керамических изделий, производимых в XII—XIV веках в мусульманской Испании на территории Пиренейского полуострова. Называется испано-мавританской, а не испано-арабской в силу самобытности культуры мавров, проживавших в особых исторических условиях на территории современной Испании. Считается, что, испано-мавританская керамика сочетает в себе восточные и западноевропейские черты.

## История и технология производства
Родина стеклоделия и глазурованной керамики — страны Ближнего и Среднего Востока. Глазурью называют стекловидное покрытие на поверхности керамического изделия — технология, отчасти заимствованная местными жителями от древних египтян.
Арабы и берберы —древние римляне называли их маврами (греч. аμαύρος — чёрные, тёмные люди) — привнесли на завоёванные ими в 711—713 годах земли на Пиренейском полуострове, собственные ремёсла, в том числе искусство глазурования керамических (фаянсовых) изделий. Даже после реконкисты (отвоевания земель у мавров), закончившейся в 1492 году завоеванием Гранадского эмирата королём Фердинандом Арагонским, продолжала развиваться арабская культура морисков (оставшихся в Испании арабов) и мустарибов, или мосарабов (арабизировавшихся христиан). Традиционной для арабской культуры, что особенно важно в жарком климате, является облицовка стен и полов глазурованными керамическими плитками — ацулеями, или асулехос исп. azulejo, от azul, из араб. أزرق‎ — синий). Такие плитки «покрывали белой оловянной блестящей глазурью и расписывали синим кобальтом. Использовали также жёлтую и зелёную краски, но главная особенность мавританской архитектуры в Испании, и одна из особенностей национального стиля мудехар, заключалась в том, что такие плитки, покрывающие стены, образовывали сплошной ярко-голубой блестящий ковёр. Из них складывали большие панно…».
В XII—XIII веках становятся известными керамические мастерские в арагонском городе Калатаюде и в Андалусии — Альмерии, Малаге, Кордове, Мурсии. Географ Мухаммад аль-Идриси упоминал глиняные «позолоченные» сосуды, изготавливавшиеся в арагонском Калатаюде и вывозившиеся во всех направлениях. Учёный Ибн-Саид, живший в середине XIII века, указывал в своих сочинениях, что центрами производства были Мурсия, Альмерия и Малага, где производили «необыкновенное и прекрасное стекло», а также «позолоченные сосуды из глины», то есть покрытые золотистым люстром.
Искусство люстрирования (от фр. lustre — глянец, блеск, лат. lustro — освещаю) — особая разновидность глазури «восстановительного огня», которую используют для декорирования изделий из керамики и стекла, придающей поверхности изделия металлический или перламутровый отблеск различных оттенков. Люстр, содержащий окислы серебра, меди и других металлов, наносили на предварительно обожжённую глазурь, а затем подвергали восстановительному обжигу при небольшой температуре. Оксиды восстанавливались до чистого металла и глазурованная блестящая поверхность приобретала металлический (золотистый или медно-красный) отблеск. Технология люстра была привнесена в Испанию из стран Ближнего Востока: Персии, Сирии. Распространение такой технологии в арабских эмиратах объясняют запретом ислама на использование посуды из драгоценных металлов. Этим объясняется высокий спрос на изделия, которые хотя бы своим блеском напоминали драгоценную золотую и серебряную утварь.

## Ма́лагские, или альгамбрские, «крылатые вазы»
Самые знаменитые изделия такого рода, относящиеся ко второй половине XIV века — большие вазы с суживающимся книзу туловом. Они называются «альгамбрскими» (Jarrones de la Alhambra), поскольку большая их часть была найдена в XVI веке в одном из подземных помещений под башней Комарес Альгамбрского дворца в Гранаде. Альгамбрские вазы имеют яйцевидное, сужающееся книзу тулово, как у античных пифосов, высокую расширяющуюся шейку и две плоские массивные ручки, достающие по высоте середины шейки сосуда. Такие вазы с заострённой нижней частью неустойчивы, поэтому, подобно древнегреческим остродонным амфорам, их вкапывали в землю или устанавливали на специальную подставку. Высота самых больших из них составляет от 115 до 170 см, что близко к росту человека.
Альгамбрские вазы изготавливали специально для гранадских эмиров и украшали ими дворы и покои Альгамбры. В стенах дворца сохранились маленькие ниши, из расположенных там надписей понятно, что они предназначались для сосудов со свежей водой, коими, как предполагается, и служили альгамбрские вазы.
Альгамбрские вазы изготавливали преимущественно в мастерских Ма́лаги, поэтому их именуют также «малагскими» исп. Obra de Melica, obra de Malequa). Другое название — крылатые (по характерной форме больших ручек).

## «Ваза Фортуни»
Один из самых примечательных экспонатов отдела средневекового искусства Санкт-Петербургского Эрмитажа — большая «крылатая» альгамбрская ваза конца XIV века, получившая название «Ваза Фортуни». Её обнаружил в 1871 году испанский живописец Мариано Фортуни недалеко от Гранады в маленькой церкви городка Салар, где она служила подставкой для чаши со святой водой. Ваза имеет куфические надписи и декорирована перламутровым люстром. По рисунку Фортуни в Риме для этой вазы изготовили бронзовый четырёхножник с головами львов, напоминающих о Львином дворике (Patio de los Leones) во дворце Альгамбры. В 1875 году вдова художника Сесилия де Мадрасо продала вазу за 30 тыс. франков русскому коллекционеру А. П. Базилевскому, чьё обширное собрание в 1884 году было приобретено для Эрмитажа. В 1878 году «ваза Фортуни» демонстрировалась на Всемирной выставке в Париже и привлекла всеобщее внимание. Три другие похожие вазы найдены в самой Альгамбре, ещё одна — в окрестностях. Ныне они хранятся в музеях Мадрида, Палермо, Стокгольма, Берлина.
В 1487 году арабский город Малага взяли штурмом испанские войска, и производство фаянса стало приходить в упадок. Другим значительным центром производства изделий испано-мавританской керамики были мастерские в селениях вокруг Валенсии.

## Валенсийские фаянсы
Валенсия — город на востоке Испании, близ побережья Средиземного моря, важный центр арабской культуры. С 1031 года — столица независимого мавританского государства, отделившегося от Кордовского халифата. В 1238 году завоёвана Арагоном. Всё это время мавры продолжали заниматься своими ремёслами, но не в городе, а главным образом в окрестностях. Отсюда название с игрой слов: «Terra de Valencia» — «Земля Валенсии», «Глина (в смысле керамика) Валенсии».
Валенсийские фаянсы узнаются по сочетанию золотистого или красно-медного люстра с тёмно-синей краской. Большие толстостенные блюда с широким бортом мастера украшали растительным орнаментом — мореской, в центре обычно помещали герб Валенсии — орёл Святого Иоанна Евангелиста. Орнамент располагали концентрическими либо радиальными поясами, по периметру — гербы знатных итальянских семей (такие тарели делали по специальным заказам на экспорт в Италию). Для валенсийских фаянсов типичен также натуральный растительный орнамент из «ягодок», заключённых в круги побегов и зубчатых листьев, похожих на греческий акант, тёмно-синей краской на пунктированном (состоящем из мелких точек) фоне. Встречаются также мотивы брионии, виноградных листьев, надписи готическим шрифтом. Такие изделия, очевидно, выполнялись не маврами, а испанскими ремесленниками, но под влиянием общего «испано-мавританского стиля».
Среди разнообразных форм испано-мавританских фаянсов встречаются аптекарские сосуды альбарелло, кувшины (некоторые на высоких ножках: citra и grealet), глубокие тарелки, подарочные чаши (lebrillo de alo) и «ушастые миски» с ручками (cuenco de oreja). Испано-мавританские изделия оказали значительное влияние на раннюю итальянскую майолику, с чем, собственно, и связано происхождение слова «майолика».
Среди куфических надписей на различных изделиях часто встречается слово «благодать» (араб. نعمة او وقت سماح‎), «алафия». В XV—XVI веках в декоре изделий смешиваются изображения реальных и фантастических зверей, сцены сражений испанских рыцарей с маврами, несуществующих гербов и псевдоарабских надписей («орнамент куфи»). Композиции всё более напоминают филигранную работу европейских ювелиров. Кажущуюся архаичной испано-мавританскую керамику в эпоху Возрождения сменяет более красочная с разнообразными изобразительными росписями итальянская майолика. Одной из причин постепенной утраты художественных качеств и востребованности изделий испано-мавританской керамики специалисты считают приверженность мастеров старым схемам и упорное стремление подражать металлическим изделиям, в то время как итальянцы, заимствовав у испанцев технологию и усовершенствовав её, стремительно эволюционировали в тесном взаимодействии с другими разновидностями изобразительного и декоративно-прикладного искусства.
В середине XIX века возникли попытки возрождения знаменитого искусства мавров в русле эстетики периода историзма, отчасти из-за успеха больших Всемирных выставок и потребностей формирования в тот период в разных странах Европы художественно-промышленных музеев и ремесленных мастерских.

### Испано-мавританские фаянсы из собрания Базилевского
Значительное собрание испано-мавританской керамики имеется в Санкт-Петербургском Эрмитаже благодаря приобретению коллекции выдающегося русского собирателя А. П. Базилевского. К 1884 году Базилевский прожил унаследованное состояние и решил расстаться со своей коллекцией, в которую входили средневековые изделия из металла, лиможские эмали, расписная итальянская майолика и испано-мавританская керамика, изделия из слоновой кости, стекла и мозаики. Большая распродажа была назначена в Отеле Дрюо в Париже. Узнав об этом, статс-секретарь А. А. Половцов поручил жившему в Париже художнику Боголюбову убедить Базилевского продать собрание русскому правительству. Александр III (осматривавший коллекцию ещё в 1867 году, в бытность великим князем) уплатил за неё 5 448 125 франков (из них половину — облигациями итальянской ренты). В январе 1885 года коллекция Базилевского была приобретена.
Считается, что по художественному качеству «предметы, когда-то приобретённые Базилевским, разысканные им в старых ризницах или провинциальных лавках антикваров», включая знаменитую «вазу Фортуни», вывели небольшую экспозицию испано-мавританской керамики Эрмитажа на одно из первых мест подобных собраний в европейских музеях. На выставке 1986 года в Эрмитаже было показано пять изделий из Малаги и Валенсии. «Средневековая галерея» Базилевского ныне находится в Романовской галерее здания Малого Эрмитажа (зал № 259).
Выдающимся исследователем испано-мавританской керамики был французский учёный Жан-Шарль Давилье. Свои знания об испанской люстровой керамике учёный изложил в книге «История испано-мавританской глиняной посуды с металлическими отблесками» (Histoire des Faïences hispano-moresques a reflés metalliques), опубликованной в 1861 году в Париже.

## Галерея

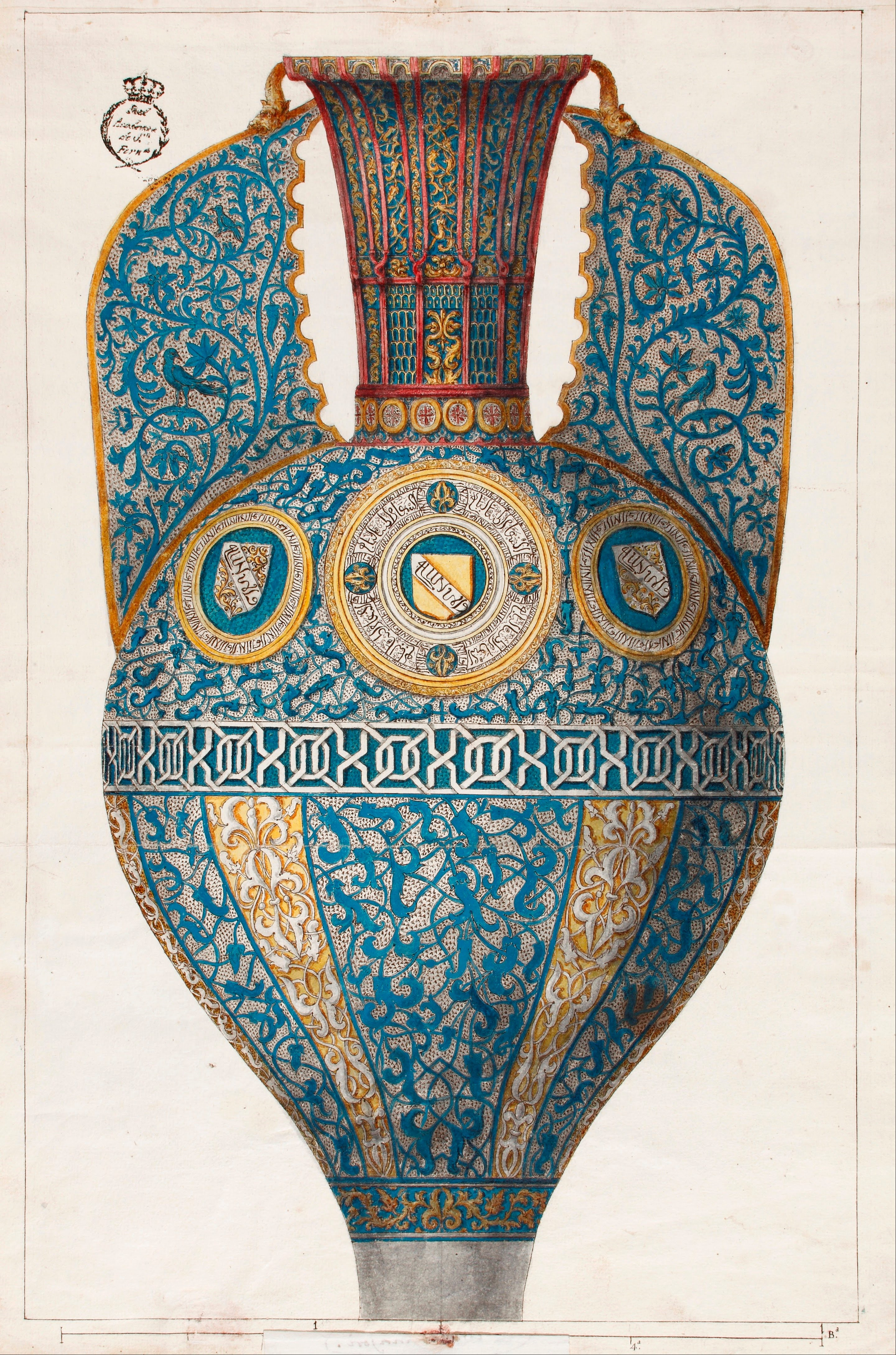
Д. С. Сарабиа. Крылатая ваза. Бумага, акварель. 1762. Королевская академия изящных искусств Сан-Фернандо, Мадрид
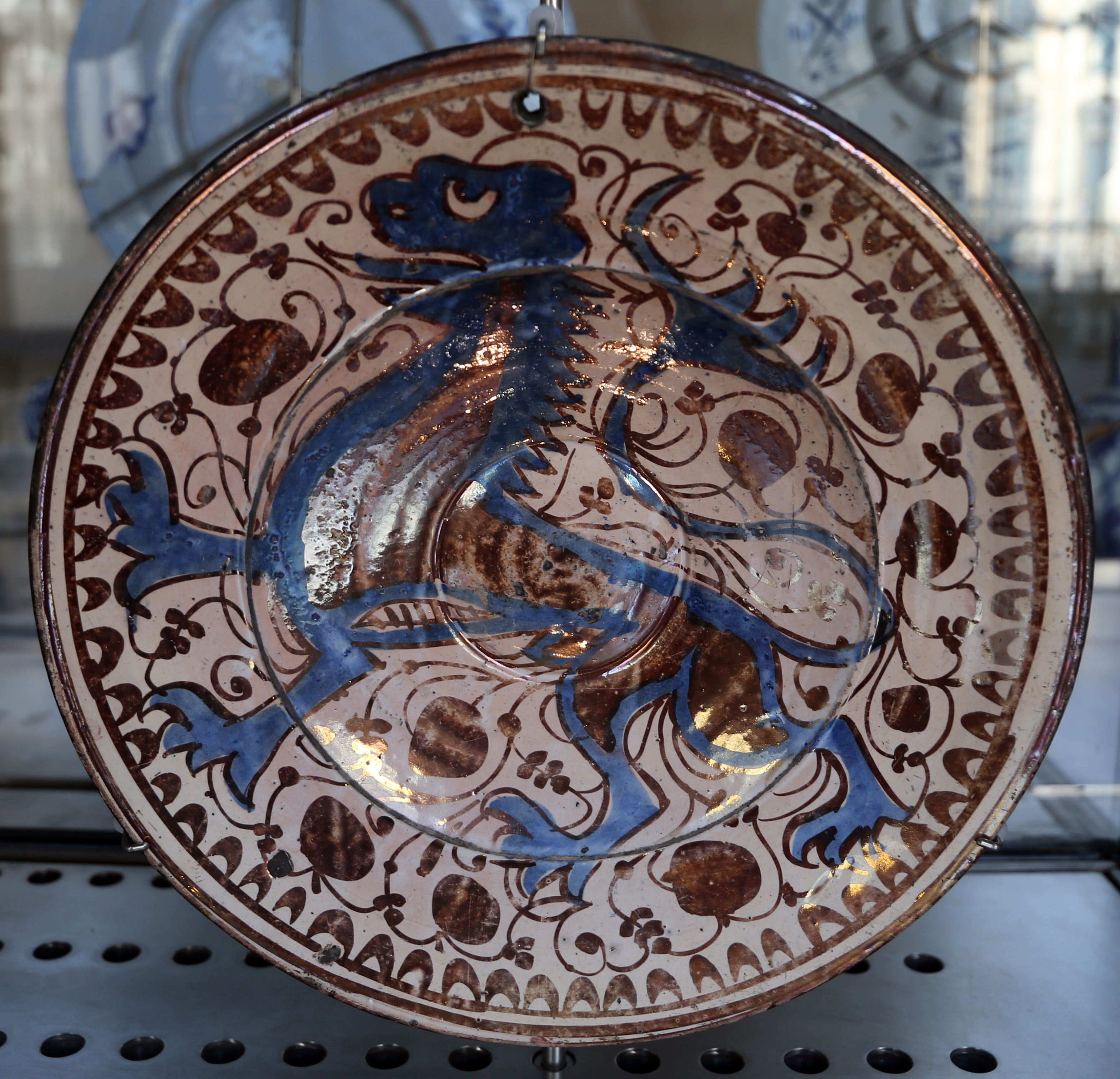
Тарель. Валенсия. 1430-1450. Фаянс, роспись, люстр. Музей изящных искусств, Лилль
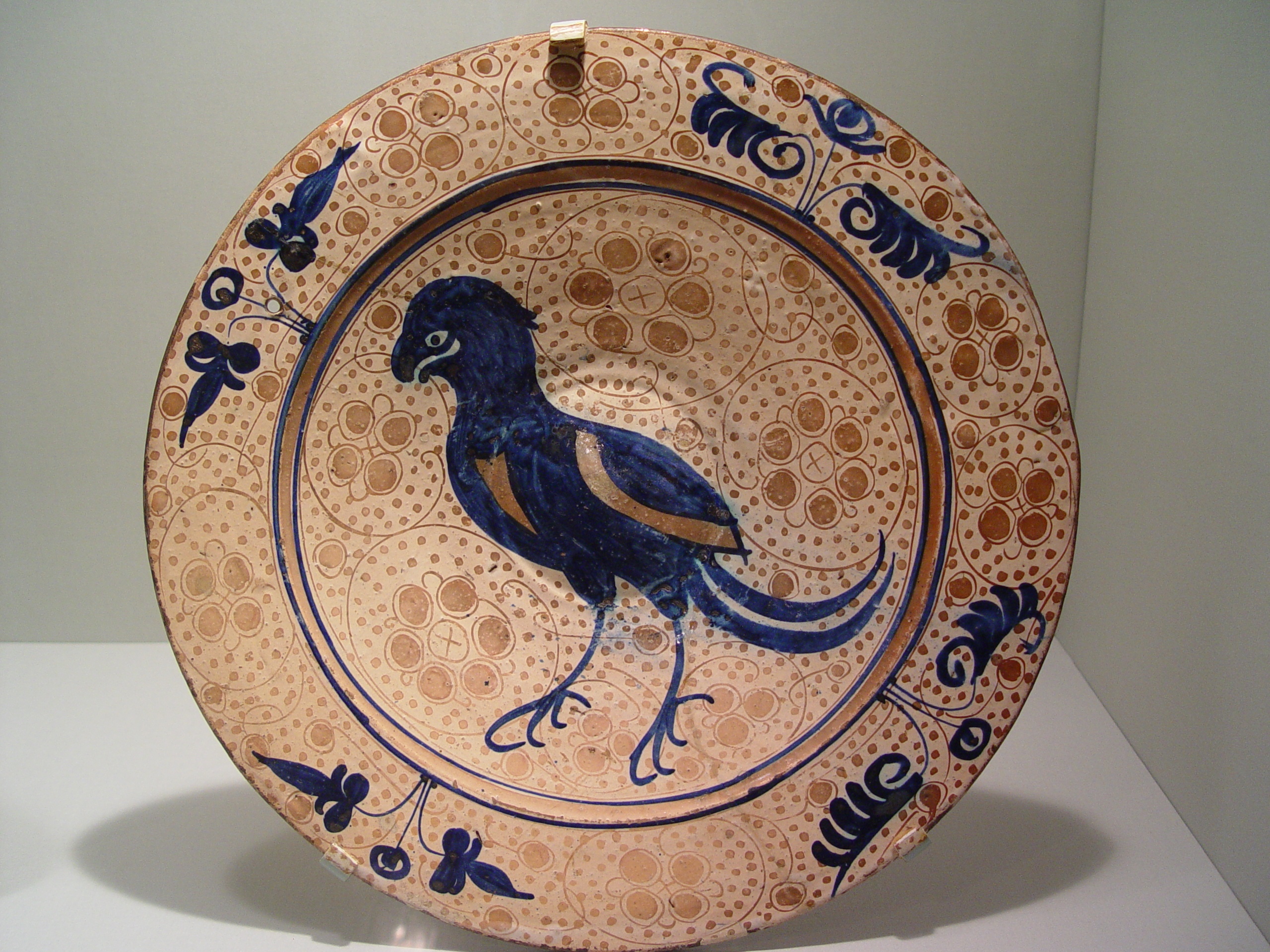
Тарель. Валенсия. 1430-1450. Фаянс, роспись, люстр. Частное собрание
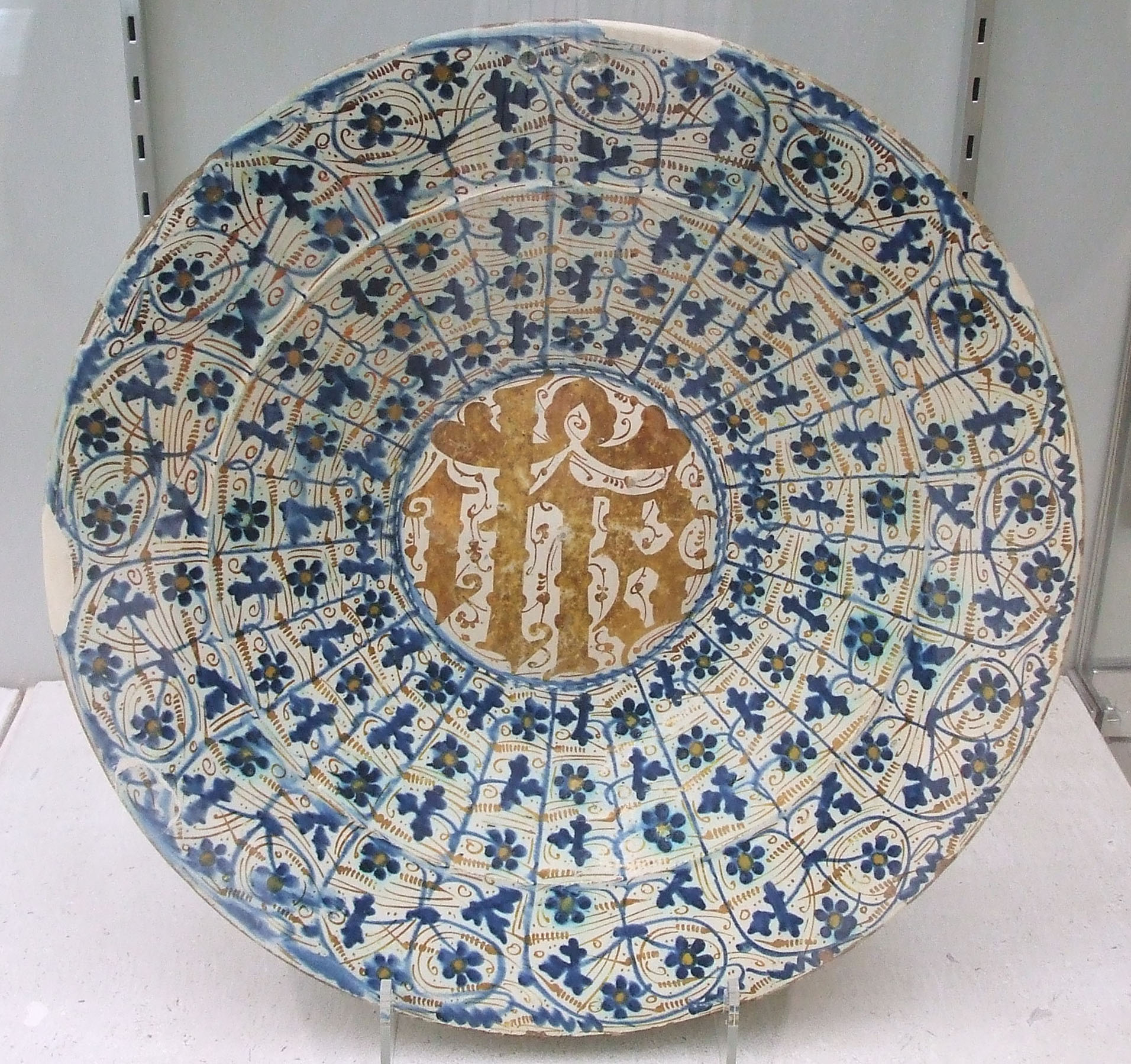
Блюдо. Валенсия. 1430-1500. Фаянс, роспись, люстр. Частное собрание
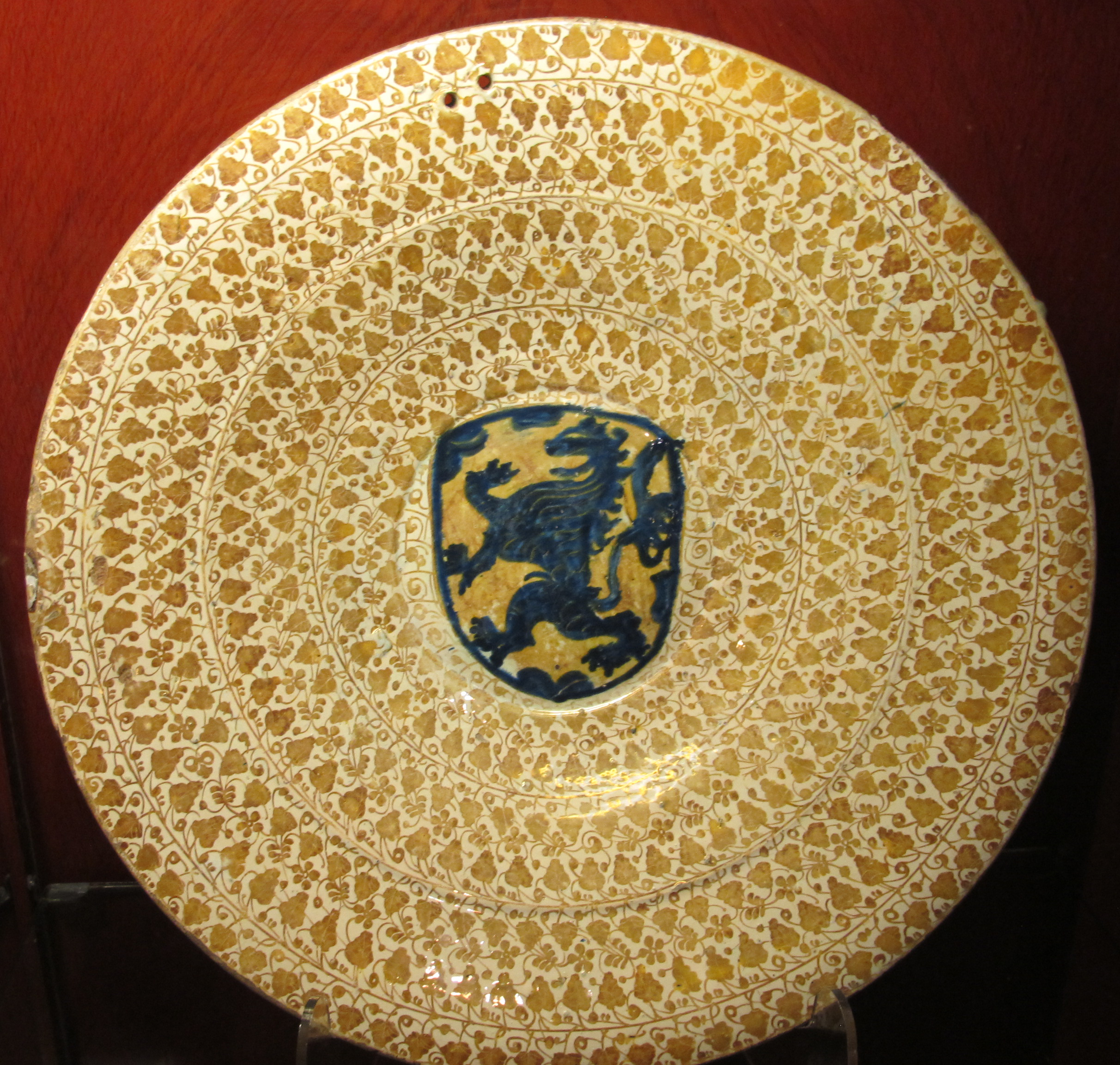
Тарель. 1450-1499. Фаянс, роспись, люстр.
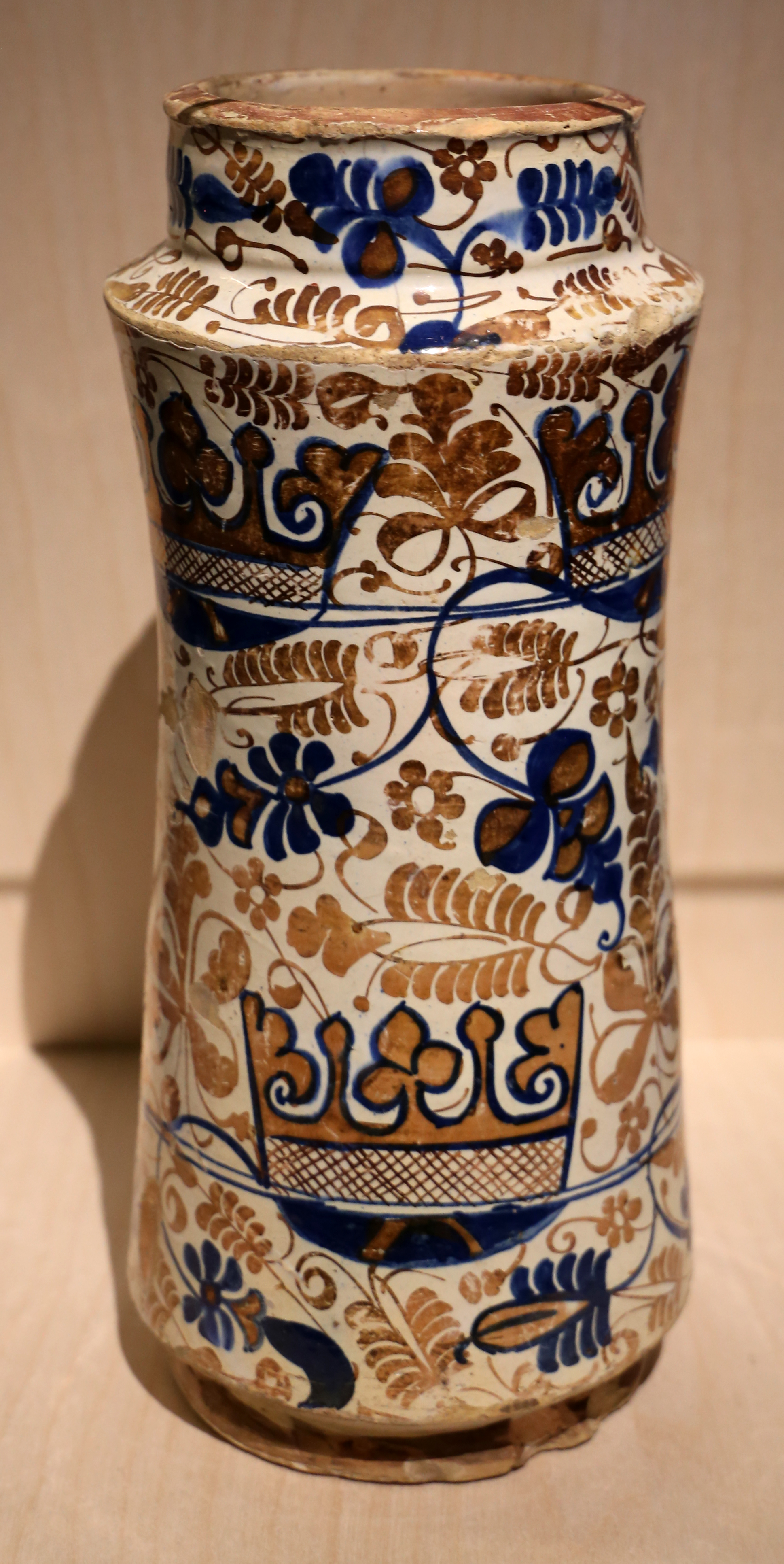
Альбарелло. 1450-1500. Каподимонте, Неаполь
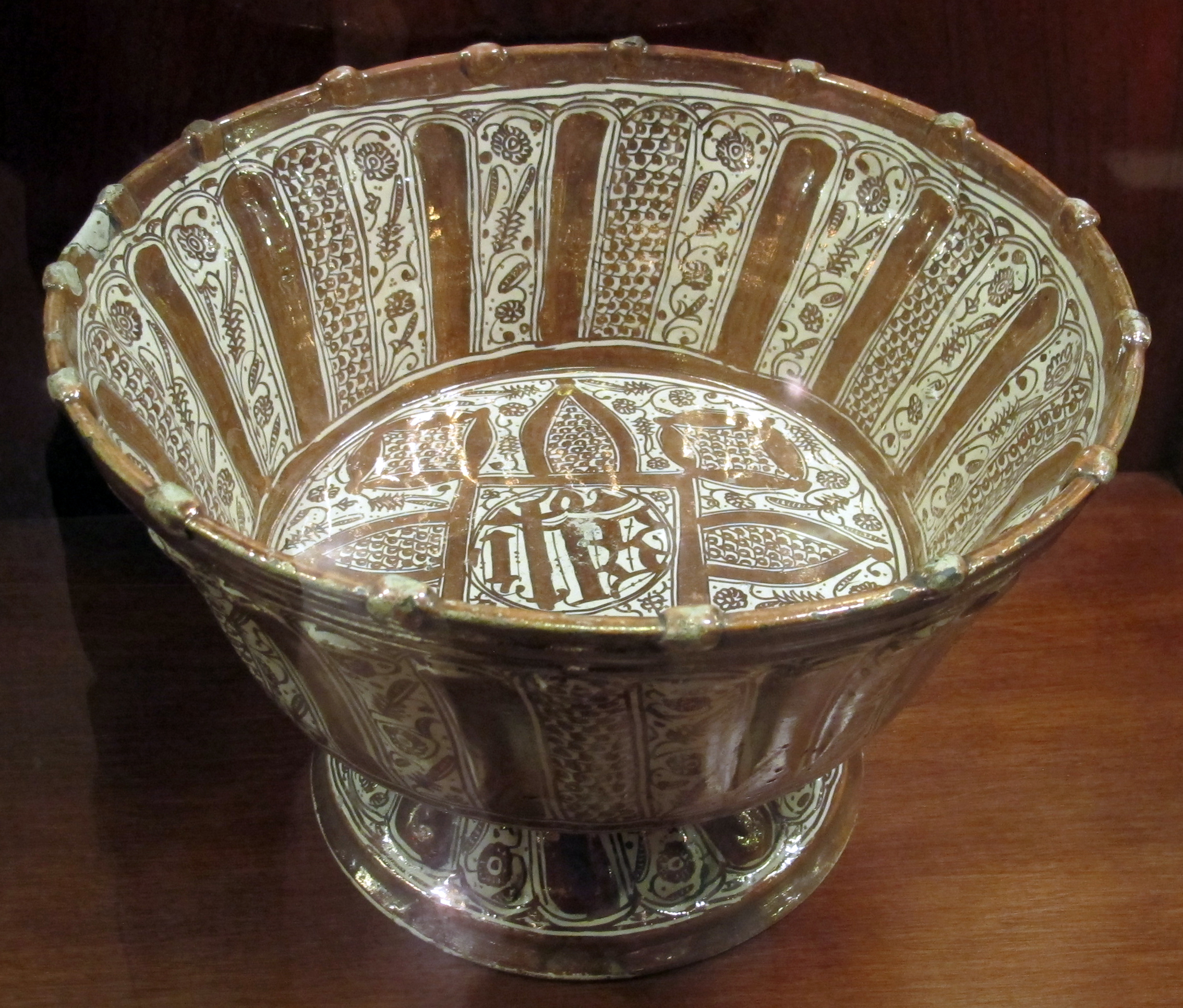
Маниса (чаша) с монограммой Христа. Фаянс, люстр